# آربی‌ان‌اس صبها (اف‌اف‌جی-۹۰)
آربی‌ان‌اس صبها (اف‌اف‌جی-۹۰) (به انگلیسی: RBNS Sabha (FFG-90)) یک کشتی است که طول آن ۴۵۳ فوت (۱۳۸ متر), در کل می‌باشد.